# Göran Omnéus
Göran Erland Omnéus, född 21 maj 1951 i Nässjö, är en svensk skådespelare.

## Biografi
Omnéus är son till Erland Uno Osvald Omnéus och hans hustru Birgit Elisabet. Han genomgick skådespelarutbildning vid Teaterhögskolan i Malmö 1972-1975, där han var kurskamrat med Jan Modin, Birgitta Sanderberg, Eva Gröndahl, Sten Lundström, Susanne Hallvares, Per Eggers, Nina Hoppe, Li Brådhe, Gunilla Larsson, Christian Zell och Lars T. Johansson. Efter utbildningen anställdes han vid Helsingborgs stadsteater.
Han är gift med Towa, född Bengtsson.

## Filmografi
| År   | Roll                            | Produktion                                       | Noter    |
| ---- | ------------------------------- | ------------------------------------------------ | -------- |
| 2002 |                                 | Den lyckligaste dagen                            | Kortfilm |
| 2002 |                                 | Farbror Franks resa                              | Kortfilm |
| 2004 | Journalist vid presskonferensen | Kommissarie Winter. Himlen är en plats på jorden | TV-film  |

## Teater

### Roller
| År   | Roll                  | Produktion                                                               | Regi              | Teater                   |
| ---- | --------------------- | ------------------------------------------------------------------------ | ----------------- | ------------------------ |
| 1971 |                       | Fänrik Duva P.C. Jersild                                                 | Morgan Gustafsson | Atelierteatern           |
| 1975 | Stanley Howard Wagner | En handelsresandes död (Death of a Salesman) Arthur Miller               | Claes Sylwander   | Helsingborgs stadsteater |
| 1975 |                       | Beteendelek Jan Bergquist                                                | Claes Thelander   | Helsingborgs stadsteater |
| 1975 | Richard               | Åh, ljuva ungdomstid (Ah, Wilderness) Eugene O'Neill                     | Olle Johansson    | Helsingborgs stadsteater |
| 1976 | Rodrigo               | Othello William Shakespeare                                              | Claes Sylwander   | Helsingborgs stadsteater |
| 1977 | Freddy                | Lejonet och jungfrun (Tyren og jomfruen) Knut Faldbakken                 | Lars Svenson      | Helsingborgs stadsteater |
| 1978 | Rode                  | Tre systrar (Три сeстры, Tri sestry) Anton Tjechov                       | Hans Polster      | Helsingborgs stadsteater |
| 1978 | Noel Biledew          | Vargen - en upptäcktsresa (Claw) Howard Barker                           | Lars Svenson      | Helsingborgs stadsteater |
| 1981 | Hillfield             | 0700 – Enligt order (Flashpoint) Tom Kempinski                           | Tom Deutgen       | Helsingborgs stadsteater |
| 1982 | Unge Prochazka        | Svejk i andra världskriget (Schweyk im Zweiten Weltkrieg) Bertolt Brecht | Hans Polster      | Helsingborgs stadsteater |

### Regi
| År   | Produktion       | Upphovsmän                                                                      | Teater                                                      |
| ---- | ---------------- | ------------------------------------------------------------------------------- | ----------------------------------------------------------- |
| 1978 | Mio, min Mio     | Astrid Lindgren                                                                 | Helsingborgs stadsteater Regi tillsammans med Karin Ekström |
| 1980 | Främling Fremmed | Leif Esper Andersen Översättning Pelle Fritz-Crone, Dramatisering Leif Sundberg | Helsingborgs stadsteater                                    |

### Scenografi
| År   | Produktion       | Upphovsmän                                                                      | Regi         | Teater                   |
| ---- | ---------------- | ------------------------------------------------------------------------------- | ------------ | ------------------------ |
| 1980 | Främling Fremmed | Leif Esper Andersen Översättning Pelle Fritz-Crone, Dramatisering Leif Sundberg | Göran Omnéus | Helsingborgs stadsteater |